# كيسي باترسون
كيسي باترسون (بالإنجليزية: Casey Patterson)‏ (20 أبريل 1980 في الولايات المتحدة - ) هو لاعب كرة طائرة الولايات المتحدة. شارك في الكرة الطائرة في الألعاب الأولمبية الصيفية 2016.

## وصلات خارجية
- كيسي باترسون على موقع الاتحاد الدولي beach volleyball database (الإنجليزية)
- كيسي باترسون على موقع قاعدة بيانات الكرة الطائرة الشاطئية (الإنجليزية)
- كيسي باترسون على موقع عالم الكرة الطائرة (الإنجليزية)
- كيسي باترسون على موقع اللجنة الأولمبية الدولية (الإنجليزية)
- كيسي باترسون على موقع أوليمبيديا (الإنجليزية)
- كيسي باترسون على موقع اللجنة الأولمبية والبارالمبية الأمريكية (الإنجليزية)